# Juranska peć
Juranska peć, krška špilja smještena zapadno od sela Jurana kraj Oriča u općini Pićnu. Ulaz u špilju, tj. njezin vanjski otvor impozantnih je dimenzija, širok je 80 metara i visok 100 metara. Špilja se nalazi na vapnenačkoj podlozi.

## Više informacija
- krš